# Compañía Gris
En el legendarium de J. R. R. Tolkien se llama Compañía Gris a la compañía de dúnedain y elfos que siguieron a Aragorn, Legolas y Gimli en el cruce de las Ered Nimrais, por los Senderos de los Muertos y en la Cabalgata por el sur de Gondor, para atacar a los Corsarios de Umbar que asolaban Pelargir, en la Guerra del Anillo.
La Compañía Gris estaba formada por 30 Montaraces del Norte capitaneados por Halbarad, primo de Aragorn, y los hijos de Elrond: Elladan y Elrohir. Habían partido de Rivendel, en donde se reunieron por una llamada de Galadriel, la Señora élfica; llamada que Gandalf transmitió a Aragorn en el Bosque de Fangorn.
La Compañía encontró a Aragorn y a la comitiva de Théoden el 6 de marzo de 3019 T. E., en las tierras del Folde Oeste (a poco de cruzar los Vados del Isen), cuando estos volvían de Isengard y se aprestaban a ir a Cuernavilla a descansar.
Trajeron dos mensajes importantes: uno de Elrond, que transmitió Elrohir, y que instaba a Aragorn a tomar los Senderos de los Muertos en caso de necesidad, cosa que hicieron, luego de que este consultara la Piedra de Orthanc; el otro mensaje era de Arwen, que transmitió Halbarad, y que decía: "(...) Cortos son ahora los días. O nuestras esperanzas se cumplirán, o será el fin de toda esperanza. ¡Adiós, Piedra de elfo!" (ESDLA. Libro V. Cap II). Es decir, le informaba de que había tomado la decisión de quedarse en la Tierra Media con él y perder su condición élfica. Halbarad le entregó también el Estandarte hecho por la princesa élfica, que Aragorn enarboló en la Batalla de los Campos del Pelennor.
Luego del encuentro con Aragorn la Compañía partió hacia Cuernavilla, en donde descansaron mientras el Heredero de Isildur consultaba la palantir y se encontraba con Sauron, anunciándole su presencia en Rohan. Cuando Aragorn decidió partir hacia el sur de Gondor, a través del Paso en el Dwimor, la Compañía Gris lo siguió. Partieron al Sagrario por la ruta principal y, tras descansar en Edoras, el 8 de marzo del año 3019 T. E. emprendieron el cruce por los Senderos de los Muertos, para realizar una de las más grandes hazañas de la Guerra del Anillo, la "Cabalgata de la Compañía Gris".
"Y algunos decían: -Son criaturas élficas. Que vuelvan a los lugares de donde han venido y que no regresen nunca más. Ya bastante nefastos son los tiempos". (Ibidem)
- Datos: Q3776731